# Love at First Sight
„Love at First Sight“ je píseň australské popové zpěvačky Kylie Minogue, která byla vydána na jejím osmém studiovém albu Fever. Píseň vyšla jako třetí singl alba 10. června 2002. Jejími autory jsou Minogue, Richard Stannard, Julian Gallagher, Ash Howes a Martin Harrington.

## Formáty a seznam skladeb
CD 1 – britská edice
1. "Love at First Sight" – 3:59
2. "Can't Get Blue Monday Out of My Head" – 4:03
3. "Baby" – 3:48
4. "Love at First Sight" (Video)

CD 2 – britská edice
1. "Love at First Sight" – 3:59
2. "Love at First Sight" (Ruff and Jam Club Mix) – 9:31
3. "Love at First Sight" (The Scumfrog's Beauty and the Beast Vocal Edit) – 4:26

Australská edice
1. "Love at First Sight" – 3:59
2. "Can't Get Blue Monday Out of My Head" – 4:03
3. "Baby" – 3:48
4. "Love at First Sight" (Ruff and Jam Club Mix) – 9:31
5. "Love at First Sight" (Twin Masterplan Mix) – 5:55
6. "Love at First Sight" (The Scumfrog's Beauty and the Beast Vocal Edit) – 4:26

Vinyl edice
1. "Love at First Sight" – 3:59
2. "Love at First Sight" (Kid Creme Vocal Dub) — 6:27
3. "Can't Get You Out of My Head" – 4:03
4. "Love at First Sight" (The Scumfrog's Beauty and the Beast Vocal Mix) – 8:54
5. "Love at First Sight" (The Scumfrog's Beauty and the Beast Acappella) – 1:34

## Hitparáda
| Země                | Umístění |
| ------------------- | -------- |
| Austrálie           | 3.       |
| Belgie (Flandry)    | 25.      |
| Belgie (Valonsko)   | 28.      |
| Dánsko              | 6.       |
| Finsko              | 18.      |
| Francie             | 33.      |
| Německo             | 16.      |
| Irsko               | 7.       |
| Itálie              | 8.       |
| Nizozemí            | 15.      |
| Nový Zéland         | 9.       |
| Rakousko            | 29.      |
| Španělsko           | 7.       |
| Švédsko             | 36.      |
| Švýcarsko           | 22.      |
| Velká Británie      | 2.       |
| Billboard Hot 100   | 23.      |
| Hot Dance Club Play | 1.       |